# Pittosporum resiniferum
Pittosporum resiniferum ist eine Pflanzenart aus der Gattung der Klebsamen (Pittosporum) innerhalb der Familie der Klebsamengewächse (Pittosporaceae). Sie ist auf den Philippinen und in Borneo heimisch; insbesondere in der unmittelbaren Umgebung des Vulkan Mayon, kommt aber auch in Sabah auf dem Mount Kinabalu vor. Pittosporum resiniferum wächst in Höhenlagen von 600 bis 2400 Metern, gewöhnlich in Elfenwald oder Pinus kesiya Wäldern.

## Beschreibung

### Vegetative Merkmale
Pittosporum resiniferum wächst als Baum und erreicht Wuchshöhen von bis zu 15–30 Metern. In den Wäldern, seinem Lebensraum, bleibt er wahrscheinlich kleiner und wächst möglicherweise auch epiphytisch.
Die Rinde der Zweige ist kahl. Die wechselständig und spiralig an den Zweigenden angeordneten Laubblätter sind in Blattstiel und -spreite gegliedert. Der kurze Blattstiel ist 2 bis 4 Zentimeter lang. Die dickledrige, einfache, ganzrandige und kahle Blattspreite ist bei einer Länge von 8 bis 15 Zentimetern sowie einer Breite von 3,5 bis 5,5 Zentimetern verkehrt-eiförmig oder -eilanzettlich und spitz oder bespitzt. Es liegt Fiedernervatur vor. Anfangs sind die Laubblätter sehr behaart und später kahl.

### Generative Merkmale
Die Blüten sind in kleinen bis größeren Büscheln an den Zweigen, ramiflor angeordnet. Die duftenden, zwittrigen, fünfzähligen und kurz gestielten Blüten sind radiärsymmetrisch mit doppelter Blütenhülle. Die kleinen Kelchblätter sind an der unteren Hälfte zu einem flachen Kelch verwachsen, die freien Zipfel sind am oberen Ende gerundet. Die weißen, glockenförmig zusammenstehenden und oben ausladenden Kronblätter sind bei einer Länge von 9 bis 12 Millimetern sowie einer Breite von 1,5 bis 2 Millimetern länglich. Es sind kurze Staubblätter vorhanden. Der behaarte Fruchtknoten ist oberständig mit kurzem Griffel und kopfiger, fleischiger Narbe.
Früchte trägt Pittosporum resiniferum erst ab einer Wuchshöhe von 6 bis 12 Metern. Die orangen bis orange-gelben oder -bräunlichen, eiförmigen, seitlich oft leicht abgeflachten, zweiklappigen, dick- und hartschaligen, vielsamigen Früchte, Kapselfrüchte sind etwa 25 (12 bis 43) Millimeter lang und enthalten durchschnittlich 31 (5 bis 72) Samen. Die 3–4 Millimeter großen, klebrigen Samen sind eckig, schwärzlich und oft noch von einer gummiartigen oder harzigen Samenschale (Myxotesta, Sarkotesta, Arillus) umgeben.

## Nutzung
Ihren Namen „Petroleumnuss“ verdankt sie ihren brennbaren Früchten mit petroleumartigen Geruch. Zündet man die Früchte, auch grüne an, so brennen sie mit heller Flamme und können als Lichtquelle genutzt werden. Die enthaltenen Dihydroterpene im Fruchtfleisch werden für Parfüm und Arzneien verwendet. Sie sind ebenso gut zur Erzeugung von Biokraftstoff geeignet. Aus dem Öl von Pittosporum resiniferum kann durch Destillation sehr reines n-Heptan gewonnen werden.